# جبل التجلى
جبل التجلى متواجد بسيناء بمدينة الوادى المقدس بمحافظة جنوب سيناء يبعد عن منتجع شرم الشيخ السياحي حوالي 215 كم شمالاً ويبعد عن مدينة نويبع حوالي 110 كم غرباً. سمي بهذا الاسم لتجلى الله سبحانه وتعالى عليه عندما أراد النبى موسى عليه السلام رؤية الخالق عز وجل عندما قال له في القرآن الكريم "أرني أنظر إليك".